# Markuszów (Puławy)
Pour les articles homonymes, voir Markuszów.
Markuszów (prononciation [marˈkuʂuf]) est un village de la gmina de Markuszów du powiat de Puławy dans la voïvodie de Lublin, situé dans l'est de la Pologne.
Le village est le siège administratif (chef-lieu) de la gmina appelée gmina de Markuszów.
Il se situe à environ 22 kilomètres à l'est de Puławy (siège du powiat) et 25 kilomètres au nord-ouest de Lublin (capitale de la voïvodie).
Le village comptait approximativement une population de 1 256 habitants en 2009.

## Histoire
De 1975 à 1998, le village est attaché administrativement à l'ancienne voïvodie de Lublin.

Depuis 1999, il fait partie de la nouvelle voïvodie de Lublin.